# Jacob Walter Erb
Pour les articles homonymes, voir Erb.
Jacob Walter Erb (16 janvier 1909-1er janvier 1990) est un éducateur, un agriculteur et un homme politique provincial canadien de la Saskatchewan. Il représente les circonscriptions de Milestone  à titre de député du Co-operative Commonwealth Federation de 1948 à 1962 et du Parti libéral de la Saskatchewan de 1962 à 1964.

## Biographie
Né à Lang (en) en Saskatchewan, il étudie au Luther College (en) de Regina, à l'Université de Winnipeg et au Conservatory College (en) de Chicago. Après une série de concerts aux États-Unis, Erb revient à Regina où il enseigne la musique et devient doyen de la section masculine du Luther College.
Il quitte le collège en 1946, pour s'occuper d'une ferme dans le district de Lang. Élu en 1948, il occupe les postes de ministre de la Santé publique de 1956 à 1961 et ministre des Travaux publics de 1961 à 1962. Il quitte le cabinet en 1962 et le caucus du CCF pour siéger avec les députés libéraux. Tentant une réélection en 1964 dans Regina East, il est défait et sert ensuite comme président de la Workmen's Compensation Board.
Il meurt à Los Angeles en Californie à l'âge de 80 ans.